# Bisinasøen
Bisinasøen eller Lake Bisina er en lavvandet sø i Uganda. Den er omkring 32 km lang og 6 km bred. Hovedfloden der løber ind i søen, er Apedura som strømmer fra nord.